# Edmondo Berselli
Edmondo Berselli (Campogalliano, 2 febbraio 1951 – Modena, 11 aprile 2010) è stato un giornalista e scrittore italiano.

## Biografia
Nasce nel 1951 a Campogalliano, in provincia di Modena, da famiglia di origini trentine. Si laurea in pedagogia e sposa Marzia Barbieri.
Nel 1976 è correttore di bozze alla casa editrice il Mulino, a Bologna dove cresce professionalmente arrivando fino alla direzione editoriale che poi lascia nel 2000. Dopo la sua uscita dall'editrice è stato direttore della rivista Il Mulino dal 2002 al 2008. Sempre nel 2000 è stato Presidente di Commissione del Premio Lunezia, anno in cui Ligabue ricevette il Conferimento Musical-letterario per i valori dell'Album "Miss Mondo". Parallelamente all'impegno nella casa editrice si svolge la sua carriera giornalistica. Nel 1986 è chiamato a collaborare come editorialista alla Gazzetta di Modena dal direttore, Pier Vittorio Marvasi. Viene poi assunto dal Resto del Carlino nel 1988 fino al 1994, quando passa al Messaggero (1994-1996), poi alla Stampa (1996-1998) e dopo al Sole 24 ore (1998-2003). Negli ultimi anni della sua vita ha scritto su la Repubblica, sempre nelle vesti di editorialista, e ha collaborato anche col settimanale L'Espresso curando una rubrica di critica televisiva.

### Saggistica
Ha pubblicato nel 1995 con il Mulino il volume di saggi L'Italia che non muore e un saggio sull'eccentricità, Il più mancino dei tiri, dedicato al calciatore dell'Inter Mariolino Corso, ripubblicato con una postfazione da Arnoldo Mondadori Editore nel 2006. Seguono altri libri come Post-italiani. Cronache di un paese provvisorio, che rappresenta ancora oggi la sua analisi più impegnativa, e Quel gran pezzo dell'Emilia. Terra di comunisti, motori, musica, bel gioco, cucina grassa e italiani di classe, entrambi per Mondadori (2004). Nel 2005 ha pubblicato nel volume collettivo Mai dire mai a un Martini dry un divertissement storico che ha per protagonista James Bond a Campogalliano. Nell'opera Venerati maestri, Berselli traccia un ritratto ironico e spietato del mondo culturale italiano, prendendo le mosse dal paradigma di Alberto Arbasino: «In Italia c'è un momento stregato in cui si passa dalla categoria di "brillante promessa" a quella di "solito stronzo". Soltanto a pochi fortunati l'età concede poi di accedere alla dignità di "venerato maestro"». Fra le sue prove più personali va ricordato Adulti con riserva, uscito nel 2007, in cui ha raccontato, con gli occhi di un ragazzo degli anni sessanta, «com'era allegra l'Italia prima del 1968». Sono gli stessi temi che gli hanno ispirato il testo di Sarà una bella società, un'opera teatrale sugli anni cinquanta e sessanta, affidata alla voce e al gruppo musicale dello storico leader dei Rokes, Shel Shapiro.
Nell'autunno del 2008 ha ottenuto un notevole successo con il pamphlet Sinistrati. Storia sentimentale di una catastrofe politica, in cui ha commentato con il suo caratteristico stile ironico la sconfitta del Partito Democratico e della sinistra da parte dell'alleanza di Silvio Berlusconi.
Un anno dopo, approfittando di un periodo di attività solo parziale, ha ceduto al desiderio di un altro libro eccentrico, e ha scritto e pubblicato sempre con Mondadori Liù. Biografia morale di un cane. Nel libro, in parte racconto ironico, in parte saggio marginale e in parte digressione pura, Berselli impara a guardare l'Italia di oggi, e anche alla vita, con gli occhi e le zampe della sua labrador: senza più fiducia nelle grandi narrazioni storiche o ideologiche, ma con un'attenzione particolare agli affetti e alle cose di tutti i giorni.
Nel 2011 tutte le sue opere sono raccolte in Quel gran pezzo dell'Italia, edito dalla Mondadori. Nel 2017 è pubblicato il racconto inedito Posso giocare anch'io? a cura de Il Dondolo, casa editrice digitale del Comune di Modena.
Muore, all'età di 59 anni, per un tumore ai polmoni da cui era affetto da tempo.

## Riconoscimenti
- Nel 2016 la biblioteca comunale di Campogalliano viene intitolata a suo nome.[8]

## Opere
- Edmondo Berselli, L'Italia che non muore, Bologna, Il Mulino, 1995, ISBN 978-8815050793.
- Edmondo Berselli e Ermanno Paccagnini, Mille libri per il Duemila, Milano, Il Sole 24 ore, 1999, ISBN 978-8883630323.
- Edmondo Berselli, Canzoni. Storie dell'Italia leggera, Bologna, Il Mulino, 1999, ISBN 978-8815118318.
- Edmondo Berselli, Post-Italiani. Cronache di un paese provvisorio, Milano, Mondadori, 2003, ISBN 978-8804512301.
- Regione Emilia-Romagna - Servizio Stampa e Informazione della Giunta regionale (a cura di), Dal grande fiume al mare, Bologna, Pendragon, 2003, ISBN 88-8342-228-7.
- Edmondo Berselli, Quel gran pezzo dell'Emilia. Terra di comunisti, motori, musica, bel gioco, cucina grassa e italiani di classe, Milano, Mondadori, 2004, ISBN 978-8804535737.
- AA.VV., Mai dire mai a un Martini dry, Reggio Emilia, Aliberti, 2005, ISBN 978-8874241026.
- Edmondo Berselli, Il più mancino dei tiri, Milano, Mondadori, 2006, ISBN 978-8804556435.
- Edmondo Berselli, Venerati maestri. Operetta immorale sugli intelligenti d'Italia, Milano, Mondadori, 2006, ISBN 978-8804556596.
- Edmondo Berselli, Adulti con riserva. Com'era allegra l'Italia prima del Sessantotto, Milano, Mondadori, 2007, ISBN 978-8804572626.
- Edmondo Berselli, Venti di Striscia. Venti edizioni di Striscia la Notizia, Milano, Mondadori Electa, 2007, ISBN 978-8837059392.
- Edmondo Berselli e Shel Shapiro, Storie, sogni & Rock'n'roll, Bologna, Promo Music Books, 2007, ISBN 978-8890295003.
- Edmondo Berselli, Sinistrati. Storia sentimentale di una catastrofe politica, Milano, Mondadori, 2008, ISBN 978-8804592839.
- Ewa-Mari Johansson, Massimo Mastrolillo e Edmondo Berselli, Attraverso Rovereto, Rovereto, Egon, 2008, ISBN 978-88-96215-01-2.
- Edmondo Berselli, Liù. Biografia morale di un cane, Milano, Mondadori, 2009, ISBN 978-8804593577.
- Edmondo Berselli e Shel Shapiro, ...Sarà una bella società, Bologna, Promo Music Books, 2009, ISBN 978-8890295072.
- Edmondo Berselli, Miss Italia. 1939-2009. Storia, protagoniste, vincitrici, Milano, Mondadori Electa, 2009, ISBN 978-8837068882.
- Edmondo Berselli, L'economia giusta (postumo), Torino, Einaudi, 2010, ISBN 9788806204396.
- Edmondo Berselli, Quel gran pezzo dell'Italia. Tutte le opere 1995-2010, Milano, Mondadori, 2011, ISBN 978-8804607175.
- Edmondo Berselli, L'Italia, nonostante tutto, a cura di Bruno Simili, Bologna, Il Mulino, 2011, ISBN 978-8815150721.
- Edmondo Berselli, E poi chi lo porta fuori il cane? Come una labrador nera mi ha rivoluzionato la vita, Milano, Mondadori, 2012.
- Edmondo Berselli e Roberto Righetto, Meglio stare a casa. Sei saggi su cultura, luoghi comuni e cattolicesimo, Milano, Vita e pensiero, 2014, ISBN 978-8834327777.

## Opere teatrali
- Sarà una bella società  (2008)[9]

## Programmi televisivi
- Giù al Nord, Rai 2 (2007)[10]
- Su al Sud, Rai 2 (2008)
- Un Paese chiamato Po, Rai 2 (2009)[11]